# Joe Galanes
Joseph Charles "Joe" Galanes (* 3. Juni 1965 in Brattleboro) ist ein ehemaliger US-amerikanischer Skilangläufer. 

## Werdegang
Galanes trat international erstmals bei den Junioren-Skiweltmeisterschaften 1982 in Murau in Erscheinung. Dort belegte er den 56. Platz über 15 km und den 14. Rang mit der Staffel. In den folgenden Jahren errang er bei den Junioren-Skiweltmeisterschaften 1983 in Kuopio den 11. Platz mit der Staffel und bei den Junioren-Skiweltmeisterschaften 1984 in Trondheim den 11. Platz über 15 km und den siebten Platz mit der Staffel. In der Saison 1984/85 kam er bei den Junioren-Skiweltmeisterschaften 1985 in Täsch auf den 38. Platz über 15 km und auf den 13. Rang mit der Staffel und bei den nordischen Skiweltmeisterschaften 1985 in Seefeld in Tirol auf den 46. Platz über 15 km. Bei den  Olympischen Winterspielen 1988 in Calgary belegte er den 58. Platz über 15 km klassisch und zusammen mit Todd Boonstra, Dan Simoneau und Bill Spencer den 13. Platz in der Staffel.
Sein Bruder Jim Galanes war ebenfalls als Skilangläufer aktiv.